# Buick Gran Sport
Buick Gran Sport – samochód sportowy typu muscle car klasy średniej produkowany pod amerykańską marką Buick w latach 1965 – 1971.

## Historia i opis modelu

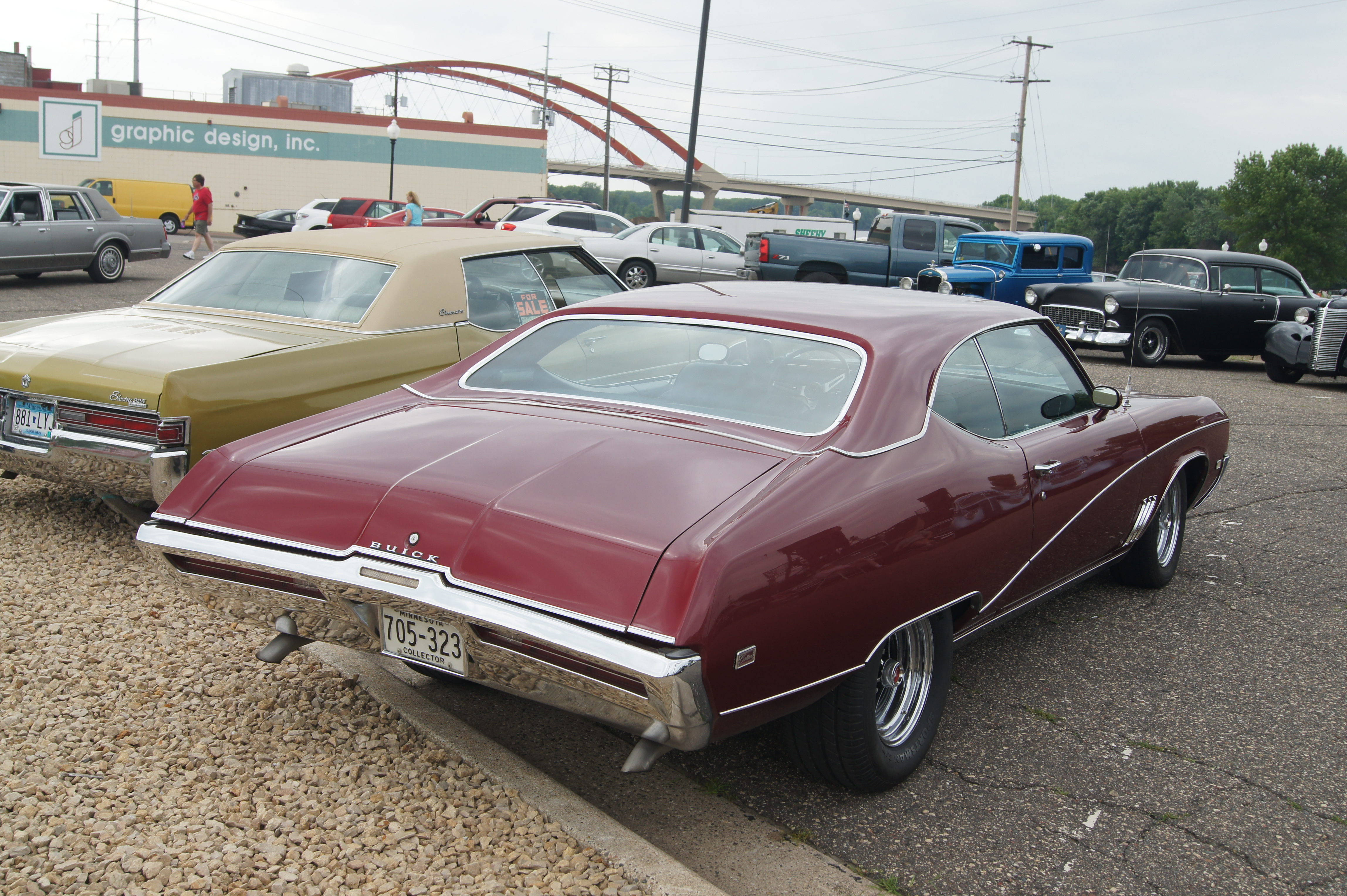
Buick Gran Sport - tył

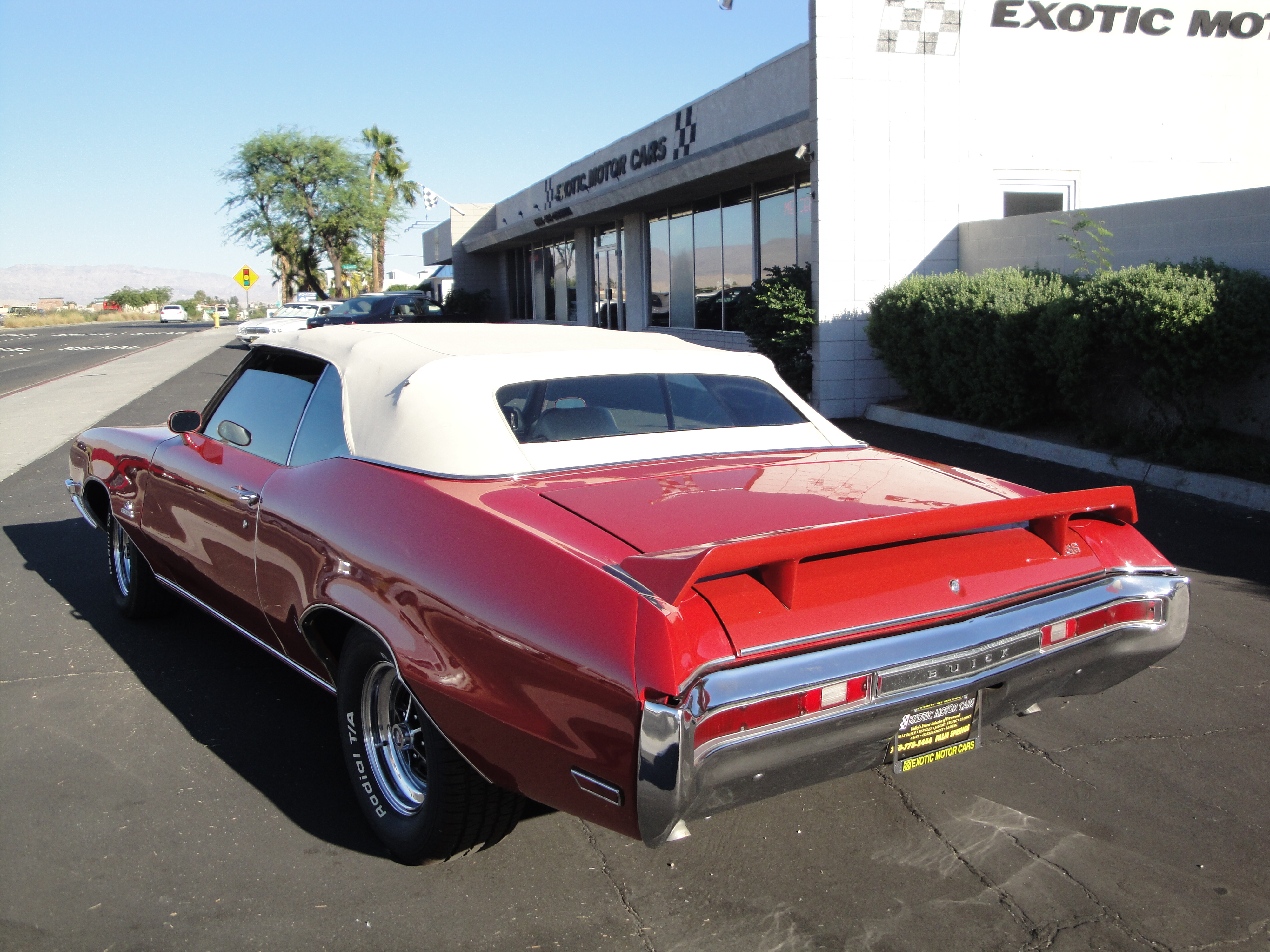
Buick Gran Sport Cabrio

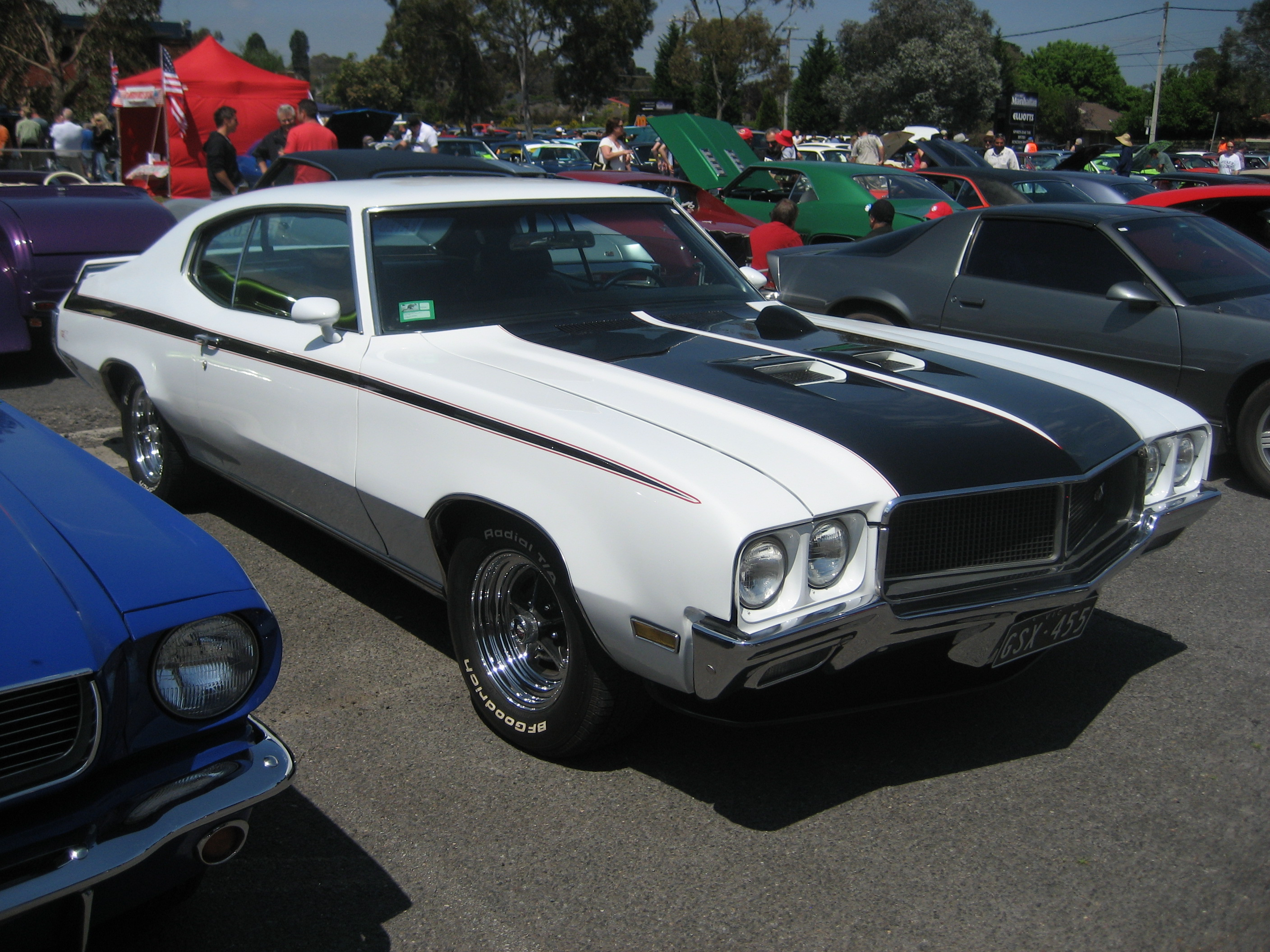
Buick GSX

W 1965 roku Buick zaprezentował pierwszego w swojej historii sportowego muscle cara. Samochód powstał na bazie modelu Skylark, dzieląc z nim platformę, wybrane rozwiązania techniczne i elementy wystroju wnętrza. Karoseria zyskała głęboko zmodyfikowaną, sportową sylwetkę. Ofertę modelu Gran Sport, zwanego też pod skróconą nazwą GS tworzyło wiele wersji specjalnych, na czele z topową GSX. Produkcja modelu trwała do 1971 roku.

### Dane techniczne
W zawieszeniu zastosowano niezależne wahacze z przodu i sprężyny spiralne z tyłu (wszystko wzmocnione). Drążki reakcyjne z przodu i z tyłu poprawiły jazdę po łuku, a 11-calowe (279 mm) tarcze hamulcowe z przodu i użebrowane bębny hamulcowe z tyłu poprawiły hamowanie. W modelu podstawowym GSX standardem był silnik o pojemności 7,5 l. Większość nabywców wybierała wersję Stage 1 z 4-przelotowym gaźnikiem Quadrajet i krzywkami o wysokim wzniosie, większymi zaworami i stopniem sprężania 10,5:1, osiągającą moc 298 kW.

### Wersje wyposażenia
- GS 340
- GS 350
- GS 400
- GS 455
- GS California
- GSX
- GSX Stage 1

### Silniki
- V8 5.0l
- V8 6.6l